# S.W.A.T.
S.W.A.T. är en amerikansk långfilm från 2003 i regi av Clark Johnson, med Samuel L. Jackson, Colin Farrell, Michelle Rodríguez och LL Cool J i rollerna. Filmen är baserad på en TV-serie med samma namn från 1975.

## Handling
Jim Street och Brian Gamble är två riktigt bra SWAT-killar, men en dag då ett uppdrag går fel får Brian sparken, medan Jim får behålla jobbet som vapenförrådsman. Efter att Jim har hållit på med detta i 6 månader dyker Sgt Hondo upp, en före detta SWAT-kille och en av de tidigare bästa i Los Angeles. Hondo har fått i uppdrag att samla ihop ett gäng för att träna dem och för att transportera en grov brottsling. Men efter att brottslingen Alex har sagt att han ger 100 miljoner dollar till den som fritar honom blir det svårare att transportera honom, många blir intresserade - bland andra Brian.

## Rollista
| Samuel L. Jackson  | – Sgt. Dan 'Hondo' Harrelson |
| Colin Farrell      | – Jim Street                 |
| Michelle Rodríguez | – Chris Sanchez              |
| LL Cool J          | – Deacon 'Deke' Kay          |
| Josh Charles       | – T.J. McCabe                |
| Jeremy Renner      | – Brian Gamble               |
| Brian Van Holt     | – Michael Boxer              |
| Olivier Martinez   | – Alex Montel                |
| Reg E. Cathey      | – Lt. Greg Velasquez         |
| Larry Poindexter   | – Capt. Thomas Fuller        |
| Page Kennedy       | – Travis                     |